# Edgar Ablowich
Edgar Ablowich (Edgar Allen Ablowich; * 29. April 1913 in Greenville, Texas; † 6. April 1998 in Virginia Beach, Virginia) war ein US-amerikanischer Hürdenläufer und Sprinter, der in den frühen 1930er Jahren vor allem im 400-Meter-Hürdenlauf erfolgreich war.
1934 wurde er in dieser Disziplin US-Vizemeister.
Er nahm an den Olympischen Spielen 1932 in Los Angeles teil. Da er bei den AAU-Meisterschaften, die gleichzeitig als Ausscheidungswettkämpfe fungierten, über 440 Yards in 47,5 s nur Vierter geworden war, wurde er lediglich für die 4-mal-400-Meter-Staffel nominiert, die in der Besetzung Ivan Fuqua, Ablowich, Karl Warner und Bill Carr antrat und sich in der Weltrekordzeit von 3:08,2 min mit großem Abstand vor den Briten (Silber in 3:11,2 min) und den Kanadiern (Bronze in 3:12,8 min) die Goldmedaille holte. Dieser am 7. August 1932 aufgestellte Rekord zählt zu den langlebigsten der Leichtathletikgeschichte: Erst am 27. Juni 1952 wurde er nach knapp zwanzig Jahren Dauer von dem Team aus Jamaika auf 3:03,9 min geschraubt.
Nach Beendigung seiner Laufbahn war Ablowich an der University of Wyoming als Dozent für Wirtschaft tätig.